# Venčeslav Marija Vrtovec
Venčeslav Marija Vrtovec, slovenski, vojaški pilot, jezuitski redovnik in nabožni pisatelj, *  12. september 1894, Velike Žablje, † 14. junij 1988, Ljubljana.

## Življenje in delo
Rodil se je v kmečki družini očetu Francu in materi Mariji (rojena Črnigoj). Po šolanju v pripravnici v Alojzijevišču v Gorici v letih 1906–1914 je šolanje nadaljeval na semeniški gimnaziji.
Med prvo svetovno vojno je bil mobiliziran in bil vojak. Najprej je bil dodeljen v Borovlje 7. lovskemu bataljonu, potem je bil premeščen v Ljubljano, kjer je v šentviških škofovih zavodih vadil vojake. Nato pa je dobil premestitev v 47. mariborski pešpolk in se skupaj z moštvom nastanil v Vipavi, na Goriški fronti. Konec leta 1916 je bil že oficir in je v Novem mestu opravil šolo za letalske opazovalce, po končanem šolanju je bil dodeljen novi bombniški eskadrilji cesarsko-kraljeve vojske, ki je izvajala različne operacije na območju soške fronte, kot njen edini član slovenskega rodu. V začetku leta 1917 je opravil več kot 80 vojaških izvidniških poletov. Maja 1917 je bil ranjen, po daljšem zdravljenju se je avgusta 1918 vrnil v vojaško službo, izvidništvo je nato opravljal na Dunaju in drugje po Avstriji.
Po koncu vojne je skupaj s slovaškim pilotom Francem Wognarjem, z letalom, ki sta ga ukradla Italijanom, pribežal v Ljubljano. Kmalu se je pridružil jezuitom v Št. Andražu na Koroškem, nato je študiral v Zagrebu (1920–22), Innsbrucku (1922–23), v Travniku v Bosni je bil tri leta prefekt in učitelj, nadaljeval študij v Belgiji in bil leta 1928 posvečen. Leta 1931 se je vrnil v Ljubljano, ko je pisal za nabožne liste. V Ljubljani je prevzel skrb za Marijine kongregacije (družbe) na Slovenskem, predvsem dijaške. Zanje je tudi pripravljal članke in jih objavljal v glasilu Naša zvezda. Nekaj časa je bil tudi njegov urednik. V glavnem je delal z mladino, prirejal akademije, taborjenja in podobno. Za te namene je bil v medvojnem obdobju zgrajen po njem imenovan Vrtovčev dom na Visokem.
V začetku druge svetovne vojne je bil vse do leta 1945 premeščen v Zagreb, nakar se je vrnil v Slovenijo, v Maribor, nato Ljubljano, in se leta 1946 s svojo redovno skupnostjo naselil na Bogenšperku. Od leta 1952–1957 je bil duhovni vodja v semenišču v Zadru, se vrnil na Bogenšperk (1964), živel v Šentlovrencu (1964–1966), nato v Borovnici in leta 1968 prišel v župnijo Ljubljana Dravlje, kjer je ostal vse do svoje smrti. Tudi v Dravljah je nadaljeval s pisanjem nabožnih spisov, še nadalje je izdajal knjige in prevajal, v tedniku Družina pa nekaj časa odgovarjal na vprašanja bralcev.